# 潮州会馆 (苏州)
潮州会馆位于中国江苏省苏州市姑苏区阊门外上塘街278-1号，义慈巷口，苏州市第五中学，临上塘河。

## 历史
潮州会馆建于清康熙年间，由广东潮州府所属各县商贾集资建造。1982年10月列为苏州市文物保护单位。